# Oraovica, Preševo
Oraovica (izvirno srbsko Ораовица) je naselje v Srbiji, ki upravno spada pod Občino Preševo; slednja pa je del Pčinjskega upravnega okraja.

## Demografija
V naselju živi 2329 polnoletnih prebivalcev, pri čemer je njihova povprečna starost 28,8 let (27,5 pri moških in 30,2 pri ženskah). Naselje ima 757 gospodinjstev, pri čemer je povprečno število članov na gospodinjstvo 4,99.
|  |

| Demografija | Demografija     | Demografija     |
| Leto        | Št. prebivalcev | Št. prebivalcev |
| ----------- | --------------- | --------------- |
|             |                 |                 |
|             |                 |                 |
|             |                 |                 |
|             |                 |                 |
| 1948        | 2189            |                 |
| 1953        | 2388            |                 |
| 1961        | 2698            |                 |
| 1971        | 3284            |                 |
| 1981        | 3776            |                 |
| 1991        | 4113            | 3861            |
| 2002        | 5142            | 3774            |
|             |                 |                 |

| Etnična sestava po popisu iz leta 2002 | Etnična sestava po popisu iz leta 2002 | Etnična sestava po popisu iz leta 2002 | Etnična sestava po popisu iz leta 2002 | Etnična sestava po popisu iz leta 2002 |
| -------------------------------------- | -------------------------------------- | -------------------------------------- | -------------------------------------- | -------------------------------------- |
| Albanci                                | Albanci                                |                                        | 3.737                                  | 99,01%                                 |
| Muslimani                              | Muslimani                              |                                        | 2                                      | 0,05%                                  |
| Srbi                                   | Srbi                                   |                                        | 1                                      | 0,02%                                  |
| Neznano                                | Neznano                                |                                        | 26                                     | 0,68%                                  |